# Magnesiocoulsonita
La magnesiocoulsonita és un mineral de la classe dels òxids, que pertany al grup de l'espinel·la. Rep el seu nom del seu contingut en magnesi i la seva relació amb la coulsonita.

## Característiques
La magnesiocoulsonita és un òxid de fórmula química MgV₂O₄. Cristal·litza en el sistema isomètric en forma de grans, els quals poden ser octaèdrics. La seva duresa a l'escala de Mohs és 6,5.
Segons la classificació de Nickel-Strunz, la magnesiocoulsonita pertany a «04.BB: Òxids amb proporció Metall:Oxigen = 3:4 i similars, amb només cations de mida mitja» juntament amb els següents minerals: cromita, cocromita, coulsonita, cuprospinel·la, filipstadita, franklinita, gahnita, galaxita, hercynita, jacobsita, manganocromita, magnesiocromita, magnesioferrita, magnetita, nicromita, qandilita, espinel·la, trevorita, ulvöspinel·la, vuorelainenita, zincocromita, hausmannita, hetaerolita, hidrohetaerolita, iwakiïta, maghemita, titanomaghemita, tegengrenita i xieïta.

## Formació i jaciments
Es troba com a mineral accessori en roques metamòrfiques que contenen crom i vanadi. Sol trobar-se associada a altres minerals com: tremolita, diòpsid, goldmanita, clorita, moscovita, magnesiocromita, karelianita, pirita, calcita o quars. Va ser descoberta a la pedrera de marbre de Pereval, a Slyudyanka, al llac Baikal (óblast d'Irkutsk, Rússia), l'únic indret on se n'ha trobat.